# Rubens Ricupero
Rubens Ricupero GCIH • GOMM (São Paulo, 1 de março de 1937) é um professor, advogado, diplomata e escritor brasileiro. Foi ministro da Fazenda, do Meio Ambiente e da Articulação de Ações na Amazônia Legal durante o governo Itamar Franco, além de embaixador do Brasil na Itália.
Com proeminente atividade de economista, Ricupero é presidente honorário do think tank Instituto Fernand Braudel de Economia Mundial, sediado em São Paulo.

## Biografia
Filho de João Ricupero e Assunta J. Ricupero, nasceu numa família de imigrantes italianos, tendo crescido no bairro Brás, famoso reduto dos italianos na capital paulista.
Estudou num colégio marista e depois na Faculdade de Direito da Universidade de São Paulo (FD-USP), onde se formou em 1959.
Diplomata de carreira de 1961 a 2004, exerceu, dentre outras, as funções de assessor internacional do presidente eleito Tancredo Neves (1984-1985), assessor especial do presidente José Sarney (1985-1987), representante permanente do Brasil junto aos órgãos da ONU sediados em Genebra (1987-1991) e embaixador nos Estados Unidos (1991-1993).
A 14 de Julho de 1986 foi agraciado com a Grã-Cruz da Ordem do Infante D. Henrique de Portugal.

### Ministro do Meio Ambiente e da Amazônia Legal
Rubens Ricupero exerceu o cargo de Ministro do Meio Ambiente e Amazônia Legal de setembro de 1993 a abril de 1994, durante o Governo Itamar Franco.

### Ministro da Fazenda
Foi ministro da Fazenda de 30 de março a 6 de setembro de 1994, durante o período de implantação do Plano Real. Encaminhou, em 30 de junho de 1994,  ao presidente a exposição de motivos que criou o Plano Real, um plano de estabilização econômica idealizado por uma equipe de economistas de que faziam parte Persio Arida, André Lara Resende, Gustavo Franco, Pedro Malan, Edmar Bacha, Clóvis Carvalho, Winston Fritsch, entre outros.
| “ | O ministro Ricupero foi o sacerdote do Plano Real. Mais até do que o FHC. | ” |

Em julho de 1994, Ricupero foi condecorado pelo presidente Itamar Franco com a Ordem do Mérito Militar no grau de Grande-Oficial especial.

#### Escândalo da parabólica
Renunciou ao cargo em 6 de setembro de 1994, assim que se soube do vazamento, via satélite, de uma conversa sua com o jornalista da Rede Globo Carlos Monforte revelando alguns detalhes sobre o Plano Real, quando se preparava para entrar ao vivo no Jornal da Globo, em 1 de setembro. O episódio ficou conhecido como "escândalo da parabólica".
O sinal do link via satélite que transmitiria a entrevista já estava aberto (Canal 23) e os lares cujas antenas parabólicas estavam sintonizadas no canal privativo de satélite da Embratel captaram a conversa informal do ministro com o jornalista Carlos Monforte (que também é cunhado de Ricupero - a irmã do jornalista é mulher do ex-ministro). Sua fala foi "Eu não tenho escrúpulos. Eu acho que é isso mesmo: o que é bom a gente fatura, o que é ruim a gente esconde".
O fato foi um forte golpe na campanha presidencial do ex-ministro Fernando Henrique Cardoso (PSDB), mas não o bastante para tirá-lo das primeiras colocações nas pesquisas. FHC venceu as eleições presidenciais ainda no primeiro turno.

### Carreira posterior
No ministério, Ricupero foi substituído por Ciro Gomes, que renunciou ao cargo de governador do estado do Ceará para assumir a pasta.
Ricupero foi então nomeado embaixador do Brasil na Itália e posteriormente eleito secretário geral da UNCTAD, pertencente à ONU, deixando o cargo em setembro de 2004, quando se aposentou como diplomata.
Atualmente é diretor da Faculdade de Economia da Fundação Armando Álvares Penteado (FAAP), e presidente do Instituto Fernand Braudel, que promove pesquisas, debates e publicações sobre problemas institucionais como educação e segurança, política econômica, política energética, desenvolvimento econômico e relações internacionais.
Durante a eleição presidencial de 2022, juntamente com o ex-ministro Sérgio Amaral, declarou voto no candidato Luiz Inácio Lula da Silva (PT), em chapa com o ex-tucano Geraldo Alckmin (PSB). Para a revista Carta Capital, Ricupero afirmou que ‘não se pode deixar para o 2º turno’ e que ‘entre justiça e injustiça não se pode ser impassível’, em alusão ao presidente Jair Bolsonaro (PL).

## Livros selecionados
Publicado abrange 48 obras em 58 publicações em quatro línguas e 400 explorações biblioteca:
- 2017 — A diplomacia na construção do Brasil, 1750-2016
- 2007 — A abertura dos portos
- 2006 — A ONU no século XXI: perspectivas
- 2004 — Beyond Conventional Wisdom in development policy: an Intellectual History of UNCTAD 1964-2004
- 2001 — O Brasil e o dilema da globalização
- 2000 — Rio Branco: o Brasil no mundo
- 1998 — O ponto ótimo da crise. Rio de Janeiro: Ed. Revan. 10-ISBN 8571061513/13-ISBN 9788571061514; OCLC 254511468
- 1995 — Visões do Brasil: ensaios sobre a história e a inserção internacional do Brasil. Rio de Janeiro;São Paulo: Ed. Record. 10-ISBN 8501043362/13-ISBN 9788501043368; OCLC 254090142
- 1994 — A Nova inserção internacional do Brasil
- 1994 — Estabilidade e crescimento: os desafios do real
- 1993 — NAFTA and Brazil (with Sérgio Estanislav do Amaral, Robert Charles Kelso). Coral Gables, Florida: North-South Center, University of Miami. OCLC  29661557
- 1992 — O Futuro do Brasil: a América Latina e o fim da guerra fria
- 1991 — Brasil em mudança